# CNS Drugs
CNS Drugs ist eine wissenschaftliche Fachzeitschrift, die vom Springer-Verlag veröffentlicht wird. Derzeit erscheint die Zeitschrift mit zwölf Ausgaben im Jahr. Es werden Übersichtsarbeiten zur medikamentösen Therapie von neurologischen und psychiatrischen Erkrankungen veröffentlicht.
Der Impact Factor lag im Jahr 2014 bei 5,113. Nach der Statistik des ISI Web of Knowledge wird das Journal mit diesem Impact in der Kategorie klinische Neurologie an 18. Stelle von 192 Zeitschriften, in der Kategorie Pharmakologie und Pharmazie an 19. Stelle von 254 Zeitschriften und in der Kategorie Psychiatrie an 19. Stelle von 140 Zeitschriften geführt.